# Kichulchoia brevifasciata
Kichulchoia
Genre
Espèce
Kichulchoia brevifasciata, unique représentant genre Kichulchoia, est une espèce de poissons d'eau douce téléostéens de la famille des Cobitidae (ordre des Cypriniformes).

## Répartition et habitat
Kichulchoia brevifasciata est endémique de la Corée du Sud et se rencontre dans la partie est du district de Goheung et ses deux iles adjacentes. Ce poisson est présent dans les ruisseaux au fond recouvert de galets, peu profonds (moins de 80 cm de profondeur), au débit rapide, et larges de un à trois mètres.

## Description
Kichulchoia brevifasciata peut mesurer jusqu'à 60 mm, queue non comprise. Ce poisson se nourrit de larves d'insectes, d'algues et de matières végétales.

## Classification
L'espèce Kichulchoia brevifasciata a été initialement décrite en 1995 par Ik-Soo Kim (d) et Wan-Ok Lee sous le protonyme Niwaella brevifasciata,.
En 1999, Ik-Soo Kim, Jong-Young Park (d) et Teodor T. Nalbant créent le genre Kichulchoia et l'y reclasse sous son taxon actuel,.

## Étymologie
Le nom générique, Kichulchoia, a été choisi en l'honneur du professeur Ki-Chul Choi, en reconnaissance de sa contribution à la connaissance des poissons de Corée.
L'épithète spécifique, brevifasciata, du latin brevi, « court », et fasciatus, « rayé », fait référence à la coloration des flancs de cette espèce.

## Publications originales
- Genre Kichulchoia :
  - (en) Ik-Soo Kim, Jong-Young Park et Teodor T. Nalbant, « The far-east species of the genus Cobitis with the description of three new taxa (Pisces: Ostariophysi: Cobitidae) », Travaux du Muséum National d'Histoire Naturelle “Grigore Antipa”, Roumanie, vol. 41,‎ 1999, p. 373-391 (ISSN 1223-2254, e-ISSN 2247-0735).
- Espèce Kichulchoia brevifasciata, sous le taxon Niwaella brevifasciata :
  - (en) Ik-Soo Kim et Wan-Ok Lee, « Niwaella brevifasciata, a new cobitid fish (Cypriniformes: Cobitidae) with a revised key to the species of Niwaella », Japanese Journal of Ichthyology, Japon, vol. 42, nos 3-4,‎ 1995, p. 285-290 (ISSN 0021-5090, e-ISSN 1884-7374, lire en ligne, consulté le 8 janvier 2024).